# Rozpad Sovětského svazu

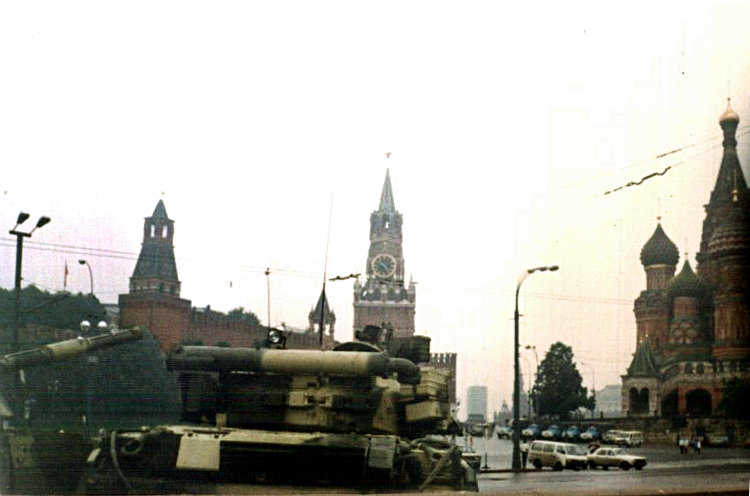
Tanky T-80 na Rudém náměstí během pokusu o puč v roce 1991

Rozpad Sovětského svazu či rozpad SSSR byl proces, který byl zakončen formálním zánikem Svazu sovětských socialistických republik dne 26. prosince 1991. Z patnácti svazových republik vzniklo patnáct nezávislých států, které měly být sdruženy do Společenství nezávislých států. Největším a hlavním nástupnickým státem je Ruská federace.
K události došlo za Michaila Gorbačova, který se po roce 1985 snažil pomocí reforem (perestrojka, glasnosť) ukončit „období stagnace“, hospodářskou krizi, ve které se Sovětský svaz nacházel. Nespokojenost a protesty vedly k pádu komunismu nejdříve mimo SSSR roku 1989 a k rozpadu východního bloku. V Sovětském svazu po zrušení monopolu Komunistické strany (1990) zesílily odstředivé tendence, které postupně vedly k vyhlášení nezávislosti v některých republikách. Vzrostl i význam ruské svazové federativní republiky jako protiváhy centrální moci, zejména poté, co se její prezident Boris Jelcin zasloužil o potlačení puče v srpnu 1991, kterým se konzervativní komunisti snažili zabránit Gorbačovově plánované volnější federalizaci SSSR. Zmařením tohoto plánu došlo naopak k urychlení rozpadu Sovětského svazu, který znamenal konec studené války.
Rozpad SSSR přinesl pro postsovětské republiky enormní ekonomické potíže a hospodářský propad. Hospodářská transformace provázela řada negativních jevů jako korupce, vzestup oligarchů – politicky vlivných magnátů a působení ruskojazyčné mafie. Různé, zejména národnostní spory vedly k různým vojenským konfliktům v postsovětském prostoru, často za účasti Ruska. Některé, jako baltské státy, se z propadu poměrně rychle zotavily. Některé státy, např. baltské státy, Ukrajina a Gruzie, se rovněž od Ruska odvrátily a orientují se na spolupráci s Evropskou unií a NATO, zatímco jiné, například Bělorusko a Kazachstán, udržují nadále s Ruskem úzké styky a jsou členy ruských organizací jako je Eurasijský ekonomický svaz.

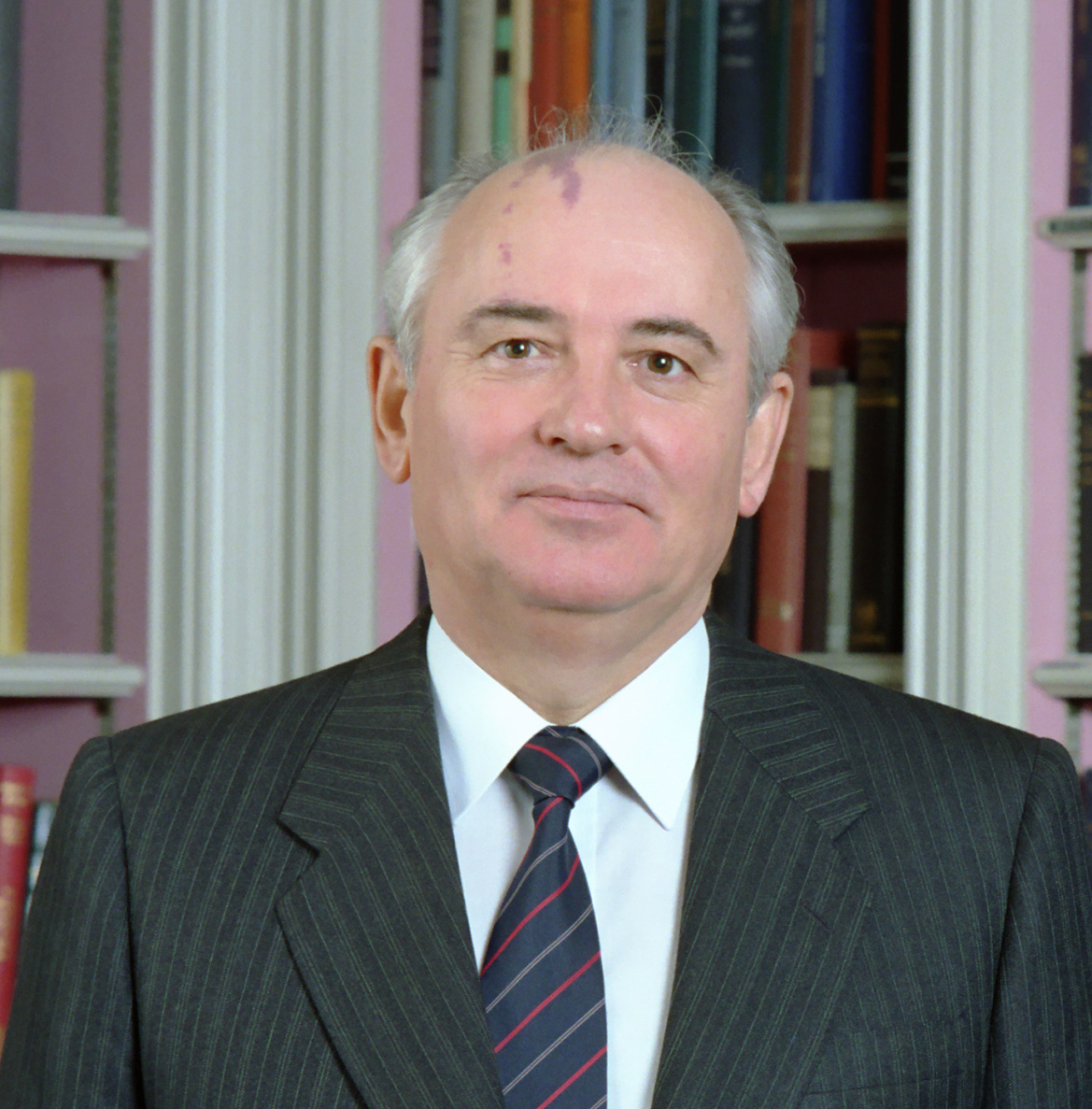
Michail Gorbačov v roce 1987

## Gorbačov a Perestrojka
V březnu 1985 byl vybrán za generálního tajemníka KSSS tehdy mladý Michail Gorbačov, ve víře, že přinese změnu. V létě 1987 zahájil Gorbačov program tzv. Perestrojky a demokratizace. V roce 1988 bylo například zakotveno do zákonů v určité míře soukromé vlastnictví. Gorbačov však při provádění těchto výrazných změn narazil na problémy, kterým nebyl schopen čelit. Jednalo se hlavně o nedostatky, kterými byla hospodářská vyčerpanost, technologická zaostalost a národnostní i náboženské tlaky. V rámci mnohých opatření také byly staženy sovětské jednotky z Afghánistánu, kde roky trvající boje nepřinesly úspěch. Politika glasnosti vedla k změně témat, která se na veřejnosti probírala. Místo oficiálně podporovaného budování komunismu se začalo mluvit o omylech a přehmatech; kritizována byla bytová situace, šíření drog, alkoholismus a korupce. Později začaly být přehodnocovány i dříve oficiálně pozitivní osobnosti dějin SSSR, například Lenin, což vedlo k ještě větší nespokojenosti a vůli po změně.
Vnitrozemským problémem se staly spory o Náhorní Karabach, který byl součástí Ázerbájdžánské SSR, ale obývaný Armény. Arménská SSR vydala rezoluci požadující připojení oblasti k svému území, avšak tomu nebylo vyhověno. Mezi oběma stranami se tak začaly objevovat násilnosti, které centrální vláda vyřešila posílením přítomnosti policejních a vojenských sil v regionu; z oblasti odešly první vlny uprchlíků. Ideál jednotného sovětského lidu tak byl velmi zdiskreditován, nyní již i veřejně a v televizi.

## Události roku 1989
V březnu a dubnu 1989 se konaly volby do nově zřízeného (dodatkem k ústavě SSSR) Výboru lidových zástupců. Poprvé byli připuštěni kromě oficiálních kandidátů i kandidáti nezávislí. Uspěli však i radikalisté; pozice vládnoucích sil byla částečně oslabena, komunistická strana však stále ještě držela moc. Dne 15. března 1990 se stal Gorbačov prezidentem SSSR (abdikoval 25. prosince následujícího roku).

### Pobaltí a Moldavsko

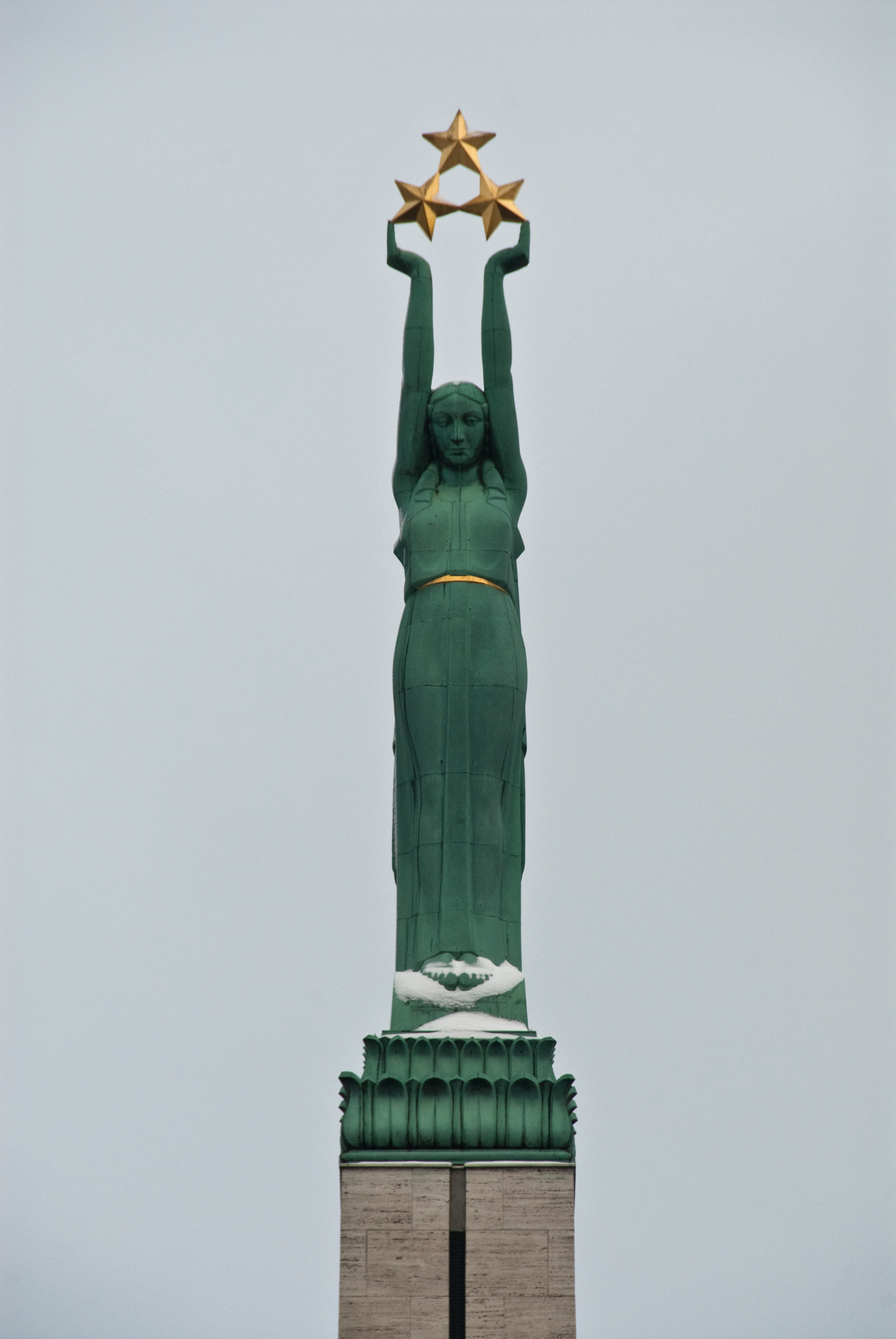
Pomník svobody v Rize

V srpnu došlo k demonstracím za nezávislost v Estonsku, Lotyšsku, Litvě a Moldavsku. Protest proti sovětské okupaci pobaltských republik (známý též jako „Zpívající revoluce“) dosáhl gigantických rozměrů, když 23. srpna 1989 více než dva miliony občanů vytvořily při 50. výročí sovětsko-německého paktu lidský řetěz spojující hlavní města Tallinn, Rigu a Vilnius. Svobodu ale pobaltské státy znovuzískaly až v letech 1990–1991.

### Ukrajina
Studenti ze Lvova byli pozváni ukrajinskou komunitou v Litvě na vystoupení do Vilniusu a viděli tam takovou míru svobody, jakou předtím nespatřili. Kontakty mezi baltskými a ukrajinskými společenskými hnutími byly známkou toho, že sovětští vůdci ztrácejí kontrolu nad vnitřními hranicemi ve státě.
Ukrajinci spolupracovali s litevským národním hnutím při přípravě ukrajinských samizdatových novin Postup, jehož první vydání vyšlo koncem března. V té době vstoupilo hnutí Společenství Lva do volební kampaně do Kongresu lidových zástupců SSSR. První číslo Postupu zveřejnilo program kandidáta Společenství Lva Rostyslava Bratuně: požadoval ekonomickou samostatnost a politickou suverenitu a ochranu práv jednotlivce, životní úrovně a životního prostředí.
Bratuň (a mnoho dalších nezávislých kandidátů) získal křeslo v kongresu. Kongres se stal ohniskem glasnosti, protože nezávislí kandidáti využívali své imunity a přicházeli s tématy, jaká byla do té doby tabu, a to často v živém televizním vysílání.
Díky demonstracím, které probíhaly v létě ve Lvově, bylo vytvořeno Lidové hnutí Ukrajiny za perestrojku neboli Ruch.
17. září se ve Lvově sešlo 150 000 lidí, aby požadovali legalizaci uniatské církve; městské úřady byly bezmocné.
Režim se rozhodl 1. října k odvetnému úderu. Při oslavách Dne Lvova zaútočila policie na dav veselících se lidí a nemilosrdně je zbila. Reakcí na to byl založen stávkový výbor. Během několika dalších měsíců uspořádal výbor několik protestů, k nimž patřila i jednodenní generální stávka (27. října).
Demonstrace nedosáhly vítězství jako v jiných zemích, Ukrajina vyhlásila svou suverenitu až v srpnu 1991.

### Gruzie
Podobně jako v Pobaltí, Moldavsku a na Ukrajině, i v Gruzii sílilo od roku 1988 napětí mezi příznivci odtržení země od SSSR a sovětskou vládou. Toto napětí bylo navíc spjato s rostoucím nacionalismem uvnitř Gruzínské SSR (menšiny Abcházů a Osetů požadovaly vlastní odtržení od Gruzie). Jarní protesty Gruzínů v roce 1989 vyústily v masakr 9. dubna, kdy při jedné z demonstrací sovětské represivní složky začaly střílet do lidí. Nicméně sovětskému vedení se v konečném důsledku nepodařilo zabránit konečnému osamostatnění Gruzie v roce 1991 (v souvislosti s rozpadem SSSR), ani občanské válce, která se v zemi rozhořela v letech 1991–1993 (viz Gruzínsko-abchazský konflikt).

## Léta 1990–1991
SSSR se proto na začátku 90. let začal rozpadat. Nejprve se odtrhly pobaltské republiky, když jejich vlastní Nejvyšší sověty vyhlásily nezávislost. Zpočátku byla povstání potlačena silou, později, na podzim roku 1991, však byla Moskva nucena uznat právo svazových republik na sebeurčení tak, jak to garantovala ústava z roku 1977.
Dne 19. srpna 1991 proběhl v SSSR pokus o puč. Stalo se tak těsně předtím, než měla být podepsána nová smlouva o reorganizaci Svazu ve volnější federaci republik, kterou podporovaly hlavně středoasijské republiky. Konzervativní křídlo komunistické strany však vycítilo obavy z rozpadu země, ztráty výsadního postavení strany v zemi a pokus o kontrarevoluci. Byl vyhlášen výjimečný stav a zřízen státní výbor pro výjimečný stav v SSSR (GKČP SSSR), v jehož čele zasedli pučisté (Oleg Baklanov, Vladimir Krjučkov, Valentin Pavlov, Boris Pugo, Vasilij Starodubcev a další). Gorbačov byl internován na Krymu a odstaven od moci – oficiálně kvůli zdravotním komplikacím. Státní výbor mezitím pozastavil vydávání všech nekomunistických deníků, obnovil cenzuru a vydal prohlášení, které vysílala všechna rádia i televize. V Moskvě se mezitím obyvatelé zabarikádovali v Bílém domě, hlavní administrativní budově RSFSR, a čekali na příjezd armády, jež tam byla povolána.
Převrat po třech dnech (21. srpna) nakonec zkrachoval; pučisté ztratili podporu veřejnosti a armády. Gorbačov na Krymu okamžitě prohlásil všechna rozhodnutí GKČP SSSR za neplatná. Situaci navíc pomohl zastavit tehdejší prezident RSFSR Boris Jelcin, který rovněž přišel do Bílého domu podpořit Moskvany a zároveň prohlásil celý puč za nezákonný. Pučisté byli nakonec pozatýkáni ještě na letišti, když se Gorbačov vracel z Krymu.
Vliv Borise Jelcina neustále rostl. 23. srpna 1991 zakázal svým výnosem KS Sovětského svazu. Moskvu a některé další oblasti však zasáhl nedostatek potravin, který si vynutil znovuobnovení přídělového systému.
Vztahy mezi jednotlivými republikami se však nadále horšily. Ty stejně jako Pobaltí totiž také plánovaly vyhlášení vlastní nezávislosti či ji už dokonce vyhlásily – například na Ukrajinské SSR se 1. prosince konalo referendum o nezávislosti, kde 90 % hlasujících bylo pro. Spolupráci jednotlivých republik se nakonec představitelé 15 svazových republik rozhodli řešit vytvořením mezistátní organizace, Společenství nezávislých států. S nezávislostí všech se zde již počítalo. Bělověžská dohoda o vytvoření tohoto uskupení, uzavřená mezi Ruskem, Ukrajinou a Běloruskem 8. prosince 1991 ve své preambuli fakticky ukončila existenci SSSR. Nejvyšší sovět Sovětského svazu deklarací č. 142-H ze dne 26. prosince 1991 oficiálně uznal rozpuštění Sovětského svazu jako státu a subjektu mezinárodního práva. 26. prosince uznaly USA bývalé republiky za nezávislé. Oficiálně přestal Sovětský svaz existovat 31. prosince 1991, kdy byla ze stožáru Kremlu stažena vlajka SSSR a nahradila ji vlajka Ruska.

## Příčiny rozpadu
Příčiny rozpadu Sovětského svazu jsou komplexní a přímo souvisí s příčinami rozpadu Východního bloku. Nejčastěji jsou uváděny hluboké ekonomické problémy, národnostní problémy a odstředivé tendence ve svazových republikách a neochota politického vedení tyto problémy nadále řešit silovou, tvrdě represivní cestou.

### Jednoduchá vysvětlení
Někdy se obejvuje snaha vysvětlit rozpad SSSR jednou primární příčinou, např. hospodářským kolapsem pro přílišnou štědrost sociálního státu a dotováním satelitních států (např. levnými surovinami). Teorií „vítězů studené války“ je domnělé finanční vyčerpání uzbrojením Reaganovými „hvězdnými válkami“. Naopak zastánci SSSR hlubokou hospodářskou krizi odmítají a z rozpadu viní Gorbačovovy reformy, kterými se ji snažil řešit.

### Ekonomické a sociální problémy
Jako ekonomické příčiny se uvádí úpadek ekonomiky spolu se strukturálními nedostatky socialistické centrálně plánované ekonomiky, které způsobovaly sociální problémy. Paradoxem této ekonomiky je fakt, že supervelmoc produkující nejmodernější kosmickou a válečnou techniku nebyla schopná uspokojit potřeby spotřebního zboží. Nejvýraznější je to v oblasti kolektivního zemědělství, které nebylo schopné dodat potřebné potraviny. To do smrti Stalina stálo mnoho milionů životů během několika hladomorů, za Brežněva bylo řešeno masivním dovozem obilnin z USA (tedy úhlavního nepřítele) a Kanady a dotovaním cen základních potravin. Dalším ilustračním příkladem byla neschopnost produkovat uspokojivý osobní automobil, automobilka VAZ vyrábějící nejprodávanější vůz Žiguli byla licencí italského Fiatu.
Postupné zpomalování ekonomického růstu SSSR patrné od poloviny 70. let bylo způsobeno tím, že země prošla fází, kdy čerpala z extenzivního růstu. Centrálně plánovaná ekonomika v tomto období dosáhla zenitu své výkonnosti a začala upadat. Zemědělství stagnovalo již delší dobu. Průmyslová výroba v tomto období nutně potřebovala reformy, ale Brežněvova administrativa se obávala s nimi začít. Velká část finančních prostředků státu se vynakládala na zbrojení – v průměru 10 až 18 % HDP. Stát plýtval prostředky na podporu svých spojenců v konfliktech po celém světě. Prakticky všechny tyto prostředky byly nenávratně ztraceny.
Výdaje na zbrojení ještě zvýšil i Afghánský konflikt, do kterého Brežněv zemi zbytečně zatáhl. Na zbrojení se orientoval i prakticky veškerý výzkumný potenciál. Civilní sektor byl zanedbáván, což ještě více zvýraznilo sovětské zaostávání ve špičkových technologiích, zejména elektronice. V 80. letech se již začal projevovat nedostatek spotřebního zboží a některých druhů potravin. Vzrůstal význam šedé ekonomiky. Odhady říkají, že dosahovala 10 – 25% celkového HDP, přičemž tvořila 30 – 40 % celkových příjmů obyvatelstva. Ekonomická krize se prohlubovala hlavně v období po smrti Brežněva. V roce 1984 54 % exportu země tvořil vývoz ropy a zemního plynu. Sovětský svaz stále více připomínal země třetího světa, když až 40 % jeho dovozu tvořily potraviny. Krizi prohloubil i pokles cen ropy na světových trzích. Stav ekonomiky byl hlavním podnětem, který vedl Gorbačova k zahájení reforem. Ten však už po dvou letech musel uznat, že i hospodářští plánovači z Moskvy ztratili představu o tom, podle jakých zákonů vlastně sovětská ekonomika funguje. Reformy však také příliš nepomáhaly. Zákon o státním podniku například opravňoval zaměstnance volit ředitele podniku. To vedlo mnohé ředitele velkých průmyslových podniků k populistickým krokům, a tak namísto investic do modernizace výroby utráceli na neadekvátní zvyšování platů zaměstnanců. Zpomaloval růst hospodářství. Kolchozy přestaly být ochotné prodávat státu zemědělské produkty za nízké (státem určené) výkupní ceny. Jednotlivé republiky se bránily odlivu potravin a výrobků do centra. Teprve v roce 1991 se stát odhodlal přiblížit uměle udržované ceny některých výrobků jejich tržní hodnotě. Jako většina Gorbačovových reforem, i toto byl jen polovičatý krok, protože stát se stále pokoušel držet cenovou hladinu ve svých rukou. Na některé druhy zboží bylo nutné čekat v dlouhých frontách. Často ani to nezaručilo, že kupující zboží obdržel. Začaly se projevovat občanské nepokoje (například protesty horníků v Doněcké pánvi roce 1989), národnostní třenice a všeobecná deziluze přestavbou komunismu. Definitivním hřebíkem do rakve byl puč zorganizovaný zastánci tvrdého křídla strany 18. srpna v Moskvě.
V boji o světovou dominanci byl SSSR ekonomicky postupně vyčerpáván. Hospodářský růst nedosáhl takových čísel, jako tomu bylo v USA. Vrchol pak nastal hlavně za vlády Ronalda Reagana (1981–1989), který zvýšil americké náklady na zbrojení (a zemi tak zadlužil) a prohlásil Sovětský svaz za říši zla. Aby Sověti dohnali americké tempo, museli náklady na zbrojení zvýšit nikoliv o několik procent HDP jako Američané, ale o téměř desítky procent. Nutnost reakce na novou americkou raketovou vojenskou techniku, politiku tzv. Hvězdných válek a neúspěšné válečné tažení v Afghánistánu tak předznamenalo ještě větší problémy než za časů Brežněvovy stagnace. Někdy se proto mylně tvrdí, že Sovětský se svaz rozpadl, protože ho Reagan (s Thatcherovou) uzbrojil. Mezi vyhlášením amerického programu (1983) a příznaky krize však uběhlo málo času, program prakticky nebyl realizován a naopak v letech 1985–1987 byla dojednána dohoda o omezení jaderných zbraní.

### Národnostní příčiny a decentralizace moci

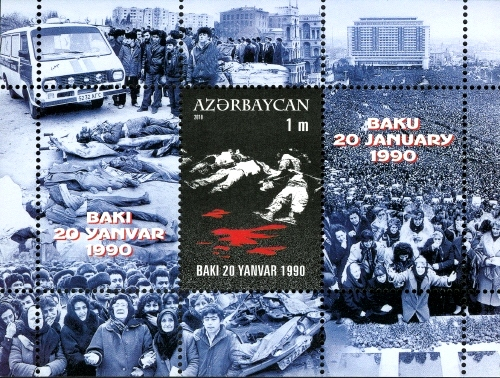
Ázebrajdžánská známka s fotkami z černého ledna

V období probíhajících decentralizačních reforem se místní komunistické strany v jednotlivých oblastech měnily na lokální centra moci, která byla stále méně závislá na Moskvě. Nepokoje, které proběhly poté, co byl roku 1986 kvůli korupci vyměněn první tajemník komunistické strany v Kazachstánu (původem Kazach) za jiného funkcionáře, který však byl Rus, ukázaly citlivost národnostní otázky, kterou se dlouhou dobu dařilo tvrdými protiopatřeními potlačovat. Do popředí tak pomalu vystupovala otázka křivd způsobených neruských národům. Mnoho příslušníků neruských národů vidělo za křivdami a bezprávími, které jim způsobil režim, Rusy. Důvodem však bylo v převážné míře to, že o ruské obyvatelstvo se opíralo carské Rusko, jehož struktury do značné míry Sovětský svaz přejal. Právě ruské obyvatelstvo bylo nejčastěji využíváno jako mobilní pracovní síla, či jako řídící element vysílaný do všech koutů země. Ruština se však stala preferovanou jako jazyk inteligence a to i přesto, že stát garantoval rozvoj všech národů a národností, ba i jejich tradic a kultury. Na druhé straně ale důkladně sledoval a potlačoval vše, co bylo z politického a ideologického hlediska považováno za nacionalismus. Na Rusy v tomto případě dopadá vina za chyby režimu z velké části neprávem. RSFR například neměla nikdy svou vlastní stranu, která by bránila její zájmy, tak jak je měly ostatní republiky. Problémem byla také rychle rostoucí populace středoasijských, převážně muslimských republik, jejichž obyvatelstvo na rozdíl od slovanského (ruského obzvláště) nebylo ochotno stěhovat se do jiných oblastí, natož osídlovat řídce obydlenou Sibiř. Ta se vylidňovala během celého poválečného období, a to i přesto, že stát přistěhovalce do těchto oblastí země zvýhodňoval. V rámci glasnosti se koncem 80. let v SSSR otevřeně mluvilo o zločinech, ale i problémech režimu, což však vůbec nevedlo k jejich řešení, ale spíše k jejich rozmazávání. Mnoho obyvatel bylo zaskočeno, ba až znechuceno režimem, který to všechno způsobil. Vládla deziluze. Po neúspěšném puči v srpnu 1991 byla většina obyvatelstva svazových republik natolik znechucena děním v zemi, že nikdo nezasáhl, když se v tomto okamžiku oddělily od země pobaltské republiky. Moci v zemích se tehdy rozhodly chopit místní elity, které dovršily rozpad země v prosinci 1991 zrušením SSSR a vytvořením jeho náhrady ve formě Společenství nezávislých států.

### Další příčiny
V rámci SSSR, v roce 1986, na Ukrajině došlo k rozsáhlé havárii JE Černobyl. Důvodem byla nekázeň, nedodržení závazných provozních předpisů a nekompetentnost odpovědného inženýra při provádění tzv. zkoušky doběhu jaderného reaktoru a překročení kritického bodu možného návratu; to vše v souhrnu způsobilo Černobylskou havárii (duben 1986). Havárie prokázala nepřipravenost klíčových míst a orgánů čelit události takového rozsahu. Kredit sovětské vlády, hlavně zatajováním vzniklé události, následně klesl a nespokojenost obyvatel se do jisté míry spolu s poklesem hospodářské výkonnosti zvýšila.
Řadu problémů způsobovalo i ignorování otázek životního prostředí, např. stát neřešil postupný zánik Aralského jezera způsobený využíváním vody dvou veletoků Amudarji a Syrdarji k rozsáhlému zavlažování pouští pro pěstování bavlny. Uzbekistán, na jehož území v současnosti leží část jezera, nemá zájem omezit využívání řeky Amudarji pro zavlažování pěstování bavlny a vyschlé dno jezera se raději snaží využít k těžbě ropy. Kazachstán, s pomocí Světové banky, vybudoval v severní části jezera 10 km dlouhou přehradní hráz, vysokou 10 m, kde se podařilo zvýšit hladinu vody a obnovit rybolov. 
Další příčinou rozpadu SSSR bylo také málo výkonné zdravotnictví a pokles průměrného věku dožití. Dlouhodobým problémem byl alkoholismus, kde snaha jej řešit částečnou prohibicí (1985–1988), přinesla zlepšení demografických ukazatelů, ale také propad příjmů a nespokojenost obyvatelstva.

### Srpnový puč

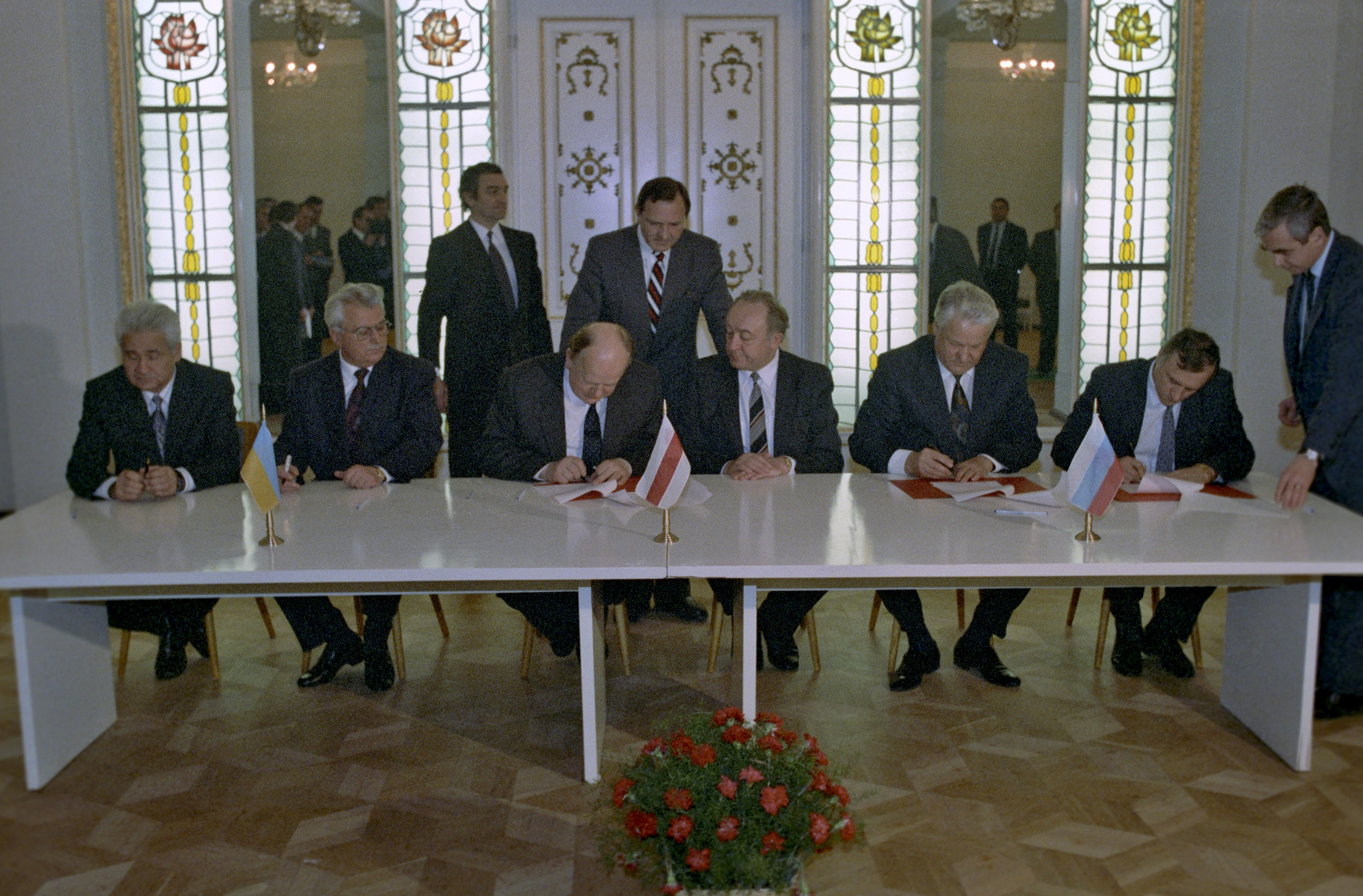
Podpis Bělověžské dohody deklarující zánik Sovětského svazu a zakládající Společenství nezávislých států.

Dne 18. srpna 1991 se členové konzervativního vedení strany v čele s Vladimirem Krjučkovem pokusili o převrat. Zatkli Gorbačova, který se v té době nacházel na Krymu, v několika městech vyhlásili výjimečný stav a tanky zaútočily na budovu parlamentu (Bílý dům). Pučistické tanky však zastavily rozhořčené davy Moskvanů a jednotky armády, které zůstaly loajální legitimnímu vedení země. Při střetech zemřeli 3 lidé. Jedním z politiků, kteří se podíleli na potlačení puče byl Boris Jelcin, který se angažoval přímo v ulicích, například i známým projevem z věže tanku. Přestože se Gorbačov zanedlouho vrátil do Moskvy, ztratil již fakticky všechnu svou moc. Formální vládu nad Sovětským svazem převzala ruská vláda. Jelcin 23. srpna zakázal činnost komunistické strany na území Ruska, o den později Gorbačov odstoupil ze své funkce generálního tajemníka, sjezd lidových poslanců schválil změny v ústavě. V tomto období fakticky vládu nad každou z republik převzaly lokální vlády. Dne 6. září moskevská vláda uznala nezávislost tří pobaltských republik – Litvy, Lotyšska a Estonska, po jejich rok a půl trvajícím úsilí o nezávislost, v rámci kterého proběhly mj. události v lednu 1991 a také referenda o nezávislosti v Litvě (9. 2. 1991, účast 84 %, z toho 93 % pro nezávislost), Lotyšsku i Estonsku 3. 3. 1991 (v Lotyšku 74,9 % pro nezávislost, v Estonsku 78,4 % pro nezávislost). Vůdcové Ukrajiny (Leonid Kravčuk), Běloruska (Stanislav Šuškevič) a Ruska (Boris Jelcin) se po referendu, ve kterém se občané Ukrajiny vyslovili pro nezávislost, 8. prosince 1991 dohodli na vzniku slovanského trojspolku.[zdroj?] Většina ostatních bývalých svazových republik (s výjimkou pobaltských zemí a Gruzie) je následovala a 21. prosince se v Alma-Atě dohodla na vzniku Společenství nezávislých států.